# Laasavaarri
Laasavaarri är en kulle i Finland.   Den ligger i den ekonomiska regionen Norra Lappland och landskapet Lappland, i den norra delen av landet, 1 100 km norr om huvudstaden Helsingfors. Toppen på Laasavaarri är 280 meter över havet, eller 60 meter över den omgivande terrängen. Bredden vid basen är 2,4 km.
Terrängen runt Laasavaarri är huvudsakligen platt, men österut är den kuperad.  Trakten runt Laasavaarri är nära nog obefolkad, med mindre än två invånare per kvadratkilometer. Det finns inga samhällen i närheten. Omgivningarna runt Laasavaarri är i huvudsak ett öppet busklandskap.